# Бюджетирование с нулевой базой
Бюджетирование с нулевой базой (англ. zero-based budgeting, ZBB) — метод бюджетного планирования, при котором фактические значения бюджетов предыдущих периодов не принимаются во внимание. Основой для бюджетов в этом случае становятся прогнозы продаж, технологические нормативы затрат и экономические расчёты. В общем случае метод даёт более точный результат по сравнению с традиционным подходом.

## Определение
Английский профессор Колин Друри определяет бюджетирование с нулевой базой как метод составления бюджета, в котором планируемые расходы определяются с нуля, то есть каждый период (год) бюджет составляться так, словно текущая программа затрат только что начинается.
По мнению американского экономиста Дже Шима бюджетирование с нулевой базой — это инструмент планирования и бюджетирования, который использует анализ «затраты—выгоды» проектов и функций для улучшения распределения ресурсов на предприятии. Традиционное бюджетирование концентрируется на постепенных изменениях по сравнению с предыдущим годом, предполагая, что мероприятия предыдущего года являются существенными и должны быть продолжены в том же тренде. При методе бюджетирование с нулевой базой оценки затрат и выгод строятся с нуля, с нулевого уровня, и должны быть обоснованы. Каждый руководитель должен подробно обосновать свою бюджетную заявку, начиная с нулевого баланса.

## Этапы бюджетирования с нулевой базой
Бюджетирование с нулевой базой включает следующие три этапа:
- описание каждого вида деятельности, к которым принимаются решения в рамках общего пакета принимаемых решений;
- оценивание и ранжирование решений с точки зрения их приоритетности;
- распределение ресурсов на основе приоритетности с учетом общих выделенных средств.

Составление бюджетов с нулевой базой лучше всего подходит к дискреционным расходам (менеджеры имеют некоторую свободу действий расходования средств, выделенных на какой-то вид деятельности) и вспомогательным видам деятельности.

## Основные способы планирования бюджетных показателей
- Доходы: на основании прогнозов продаж (по отдельным видам продукции) и прогнозной цене реализации.
- Затраты на производство: по технологическим нормативам.
- Затраты на административно-хозяйственное обеспечение: по заявкам подразделений.
- Инвестиции и затраты на ремонт: по сметной стоимости инвестиционных и ремонтных мероприятий.
- Закупки: исходя из сроков поставки ТМЦ и закупки услуг, указанных в заявках подразделений.
- План финансовых поступлений и платежей: в соответствии с правилами расчетов за поставленную продукцию и приобретенные ТМЦ.

## Критика
Достоинства
- В бюджеты с нулевой базой не попадают ошибки, накопленные в предыдущих периодах.
- Затраты, рассчитанные в соответствии с данным методом, имеют большую степень обоснования. Руководители получают дополнительные возможности для обоснованного принятия решений о необходимости затрат или возможности их секвестирования.

По мнению К. Друри к достоинствам бюджетирования с нулевой базой можно добавить:
- отсутствие тенденций экстраполировать прошлые результаты, добавляя к показателям текущего года процентную надбавку. В отличие от традиционных смет объём финансирования изначально никому не гарантирован.
- более критический подход ко всем статьям, чем в традиционных бюджетах. Текущая практика составления бюджета с нулевой базой соответствует принципу «ценность за деньги».
- Основное внимание при рассмотрении принципа «ценность за деньги» уделяется конечным результатам.

Недостатки
- Основным недостатком являются большие трудозатраты. Длительность процесса планирования может в несколько раз превышать время, затраченное при традиционном подходе. Затраты на использование данного метода могут превысить выгоды от его использования.
- Определение прогнозных значений некоторых показателей без использования базы прошлых периодов может быть менее эффективным или давать менее точный результат.
- В полной мере подход может быть использован только при достаточно высокой степени автоматизации.

По мнению К. Друри к недостаткам бюджетирования с нулевой базой можно добавить:
- дороговизна в применении и высокий уровень трудозатрат. Так, для определения содержания пакетов решений и их целевого предназначения требуется много и средств, и времени.
- множество пакетов решений, а соответствующей информации, которая позволила бы их ранжировать по привлекательности для предприятия, недостаточно.